# John Alsop

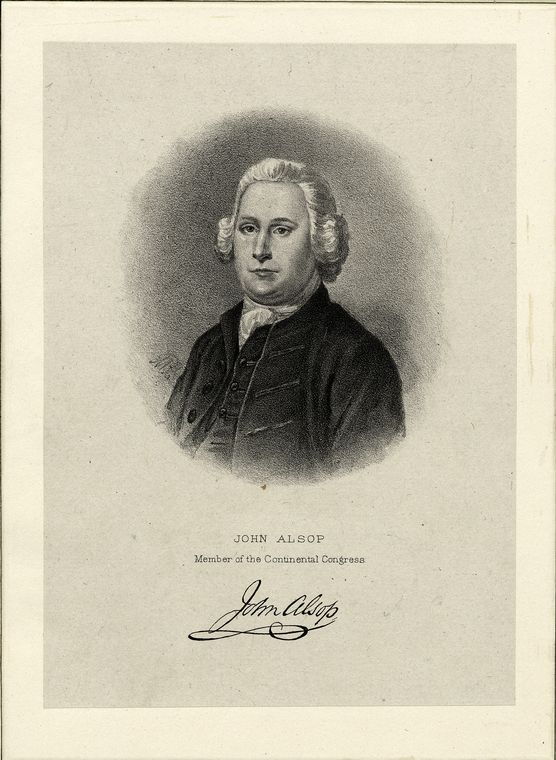
John Alsop

John Alsop (* 1724 in New Windsor, Orange County, Provinz New York; † 22. November 1794 in Queens, New York) war ein US-amerikanischer Politiker. Zwischen 1774 und 1776 war er Delegierter für den Staat New York im Kontinentalkongress.

## Werdegang
John Alsop besuchte die öffentlichen Schulen seiner Heimat. Dann zog er nach New York City, wo er zusammen mit seinem Bruder Richard im Kleider- und Kurzwarenhandel tätig war. Sein Handelshaus wuchs und er wurde dabei ein reicher Mann. Gleichzeitig schlug er eine politische Laufbahn ein. Er vertrat die Stadt New Cork im kolonialen Abgeordnetenhaus der Provinz New York. Er war auch einer der Gründer des New York Hospital. Zwischen 1770 und 1784 war er dessen Leiter. In den 1770er Jahren schloss sich John Alsop der Revolutionsbewegung an. Von 1774 bis 1776 vertrat er seine Heimatstadt New York im Kontinentalkongress. In den Jahren 1784 und 1785 war er Leiter der New Yorker Handelskammer. Er starb am 22. November 1794 im heutigen New Yorker Stadtteil Queens.